# Solange Pereira
Solange Andreia Pereira da Ponte (Valença do Minho, 16 de diciembre de 1989) es una exatleta de España especializada en medio fondo y campo a través. Ha sido campeona de Europa de campo a través en la prueba de relevo mixto, especialidad en la que ha ganado varias medallas, y dos veces campeona iberoamericana de 1500 m.

## Competiciones internacionales
| Año                      | Competición                            | Sede                      | Puesto                   | Prueba                   | Marca                    |
| Representando a Portugal | Representando a Portugal               | Representando a Portugal  | Representando a Portugal | Representando a Portugal | Representando a Portugal |
| ------------------------ | -------------------------------------- | ------------------------- | ------------------------ | ------------------------ | ------------------------ |
| 2009                     | Campeonato de Europa Sub-23            | Kaunas (Lituania)         | 22.ª (s.)                | 1500 m                   | 4:25.72                  |
| Representando a España   |                                        |                           |                          |                          |                          |
| 2011                     | Campeonato de Europa Sub-23            | Ostrava (República Checa) | 14.ª (s.)                | 1500 m                   | 4:19.72                  |
| 2014                     | Campeonato Iberoamericano              | São Paulo (Brasil)        | 5.ª                      | 1500 m                   | 4:21.26                  |
| 2015                     | Campeonato de Europa por Equipos       | Cheboksary (Rusia)        | 9.ª                      | 800 m                    | 2:03.49                  |
| 2016                     | Campeonato de Europa                   | Ámsterdam (Países Bajos)  | 8.ª                      | 1500 m                   | 4:34.88                  |
| 2017                     | Campeonato de Europa en Pista Cubierta | Belgrado (Serbia)         | 13.ª (s.)                | 1500 m                   | 4:15.09                  |
| 2017                     | Campeonato del Mundo de Cross          | Kampala (Uganda)          | 8.ª                      | 4 × 2 km mixto           | 24:29                    |
| 2017                     | Campeonato del Mundo                   | Londres (Reino Unido)     | 21.ª (s.)                | 1500 m                   | 4:06.63                  |
| 2017                     | Campeonato de Europa de Cross          | Šamorín (Eslovaquia)      | Medalla de bronce        | 4 × 1,5 km mixto         | 18:26                    |
| 2018                     | Juegos Mediterráneos                   | Tarragona (España)        | 4.ª                      | 1500 m                   | 4:15.97                  |
| 2018                     | Campeonato de Europa                   | Berlín (Alemania)         | 16.ª (s.)                | 1500 m                   | 4:10.63                  |
| 2018                     | Campeonato Iberoamericano              | Trujillo (Perú)           | Medalla de oro           | 1500 m                   | 4:18.31                  |
| 2018                     | Campeonato Iberoamericano              | Trujillo (Perú)           | Medalla de bronce        | 4 × 400 m                | 3:38.32                  |
| 2018                     | Campeonato de Europa de Cross          | Tilburg (Países Bajos)    | Medalla de oro           | 4 × 1,5 km mixto         | 16:10                    |
| 2019                     | Campeonato de Europa en Pista Cubierta | Glasgow (Reino Unido)     | 21.ª (s.)                | 1500 m                   | 4:24.57                  |
| 2019                     | Campeonato de Europa por Equipos       | Bydgoszcz (Polonia)       | 3.ª                      | 3000 m                   | 9:09.76                  |
| 2019                     | Campeonato de Europa de Cross          | Lisboa (Portugal)         | 4.ª                      | 4 × 1,5 km mixto         | 18:11                    |
| 2022                     | Campeonato Iberoamericano              | La Nucía (España)         | Medalla de oro           | 1500 m                   | 4:15.87                  |
| 2022                     | Campeonato de Europa de Cross          | Turín (Italia)            | Medalla de plata         | 4 × 1,5 km mixto         | 17:24                    |

1. ↑  En esta competición no se otorgan medallas individuales